# Markovskijknausen
Der Markovskijknausen (russisch Гора Марковского Gora Markowskowo) ist ein Nunatak im ostantarktischen Königin-Maud-Land. Er ist der südlichste Nunatak im Otto-von-Gruber-Gebirge des Wohlthatmassivs.
Russische Wissenschaftler benannten ihn. Der Namensgeber ist nicht überliefert. Wissenschaftler des Norwegischen Polarinstituts übertrugen diese Benennung 1991 ins Norwegische.